# Castillo de Guardiola
El Castillo de Guardiola es un monumento histórico de la población Guardiola de Berguedà perteneciente a comarca catalana del Bergadá en la provincia de Barcelona declarado Bien cultural de interés nacional.

## Historia
De los siglos IX y X, es posible que ya existiera una torre de vigilancia, en este lugar estratégico. Detrás de la torre, al norte, se extendía el valle de Brocà que formaba parte del condado de Cerdaña; más al sur comenzaba el condado de Berga, el sur del cual, se extendía la tierra fronteriza que había que repoblar. Desde lo alto de la colina, se dominaba la entrada de la alta cuenca del Llobregat y del Saldes.
El año 939, se menciona una «rocha de Guardiola», posiblemente precedente del castillo. Es posible que desde el año 962, que el conde Sunifredo de Cerdaña-Besalú dio el alodio de Llenes, la torre de Guardiola pasara a depender del monasterio de Sant Llorenç prop Bagà. La mayor información sobre el castillo se tiene de los últimos siglos medievales. En 1281, Agnès de Guardiola renunció a la alcaldía del castillo, que tenía por el monasterio de San Lorenzo, y regresó al monasterio los derechos heredados de sus padres, Pedro y Berenguela, a cambio de su manutención vitalicia.
En el siglo XIV, el castillo fue causa de enfrentamientos importantes. La Cerdaña dependía de los reyes de Mallorca y este hecho pudo motivar, entre otras causas, el interés de los reyes aragoneses Jaime II y Alfonso IV por la adquisición de parte de los derechos que tenía el monasterio de Sant Llorenç prop Bagà. También hay que tener en cuenta el deseo de la monarquía de dominar un paso clave en una comarca controlada por grandes señores. En 1327 se produjo un canje entre el rey Alfonso IV y el monasterio, por el que el rey recibía la mitad indivisa del castillo y de sus dependencias en libre y franco alodio, de tal manera que los reyes no la pudieran enajenar, sin volver antes a poder del monasterio, a cambio el cenobio recibió la mitad indivisa de la mitad que el rey tenía en las parroquias de Santa María y San Julián de Vallcebre y de San Mateo de Fumanya. Después de la mencionada permuta, se produjeron graves violencias entre el monasterio y los Pinós, uno de los principales señores de la zona y temerosos del aumento del poder real en la zona.
El castillo de Guardiola fue escenario de un combate entre los partidarios del rey Jaime III de Mallorca y los de Pedro IV de Aragón. Un ejército formado por bergadanes se opuso a Jaime III y echó las tropas del castillo, el cual fue incorporado más tarde a la corona, solemnemente, por Pedro IV (1346). En 1364, sin embargo, el castillo y el término de Llenes fueron vendidos a la Universidad de Berga y, al año siguiente, el abad de San Lorenzo prop Bagà vendió su mitad al barón de Pinós. Esto comportó una nueva época de tensiones y de enfrentamientos entre ambas jurisdicciones que durarían muchos años, agravadas en momentos de dificultades, como cuando hubo la epidemia de peste de 1589 o bien durante la guerra dels Segadors, en la que Berga se mantuvo fiel a Felipe IV de Castilla y tuvo, por tanto, el castillo de Guardiola al servicio de este monarca.
Durante la guerra contra Juan II de Aragón, el castillo de Guardiola pasó por diversos avatares. El rey dio el castillo de Guardiola a Galcerán de Pinós- Fenollet i de Mur (1469) para compensarlo de las posesiones que le habían sido confiscadas en el Rosellón por el rey francés. Unos cuantos años más tarde, su sucesor se apoderó de los castillos de Berga y de Guardiola, aunque posteriormente los restituyó (1482). Se cree que el cardenal Richelieu, en una retirada de los franceses, ordenó la destrucción del castillo de Guardiola en 1642.

## Arquitectura

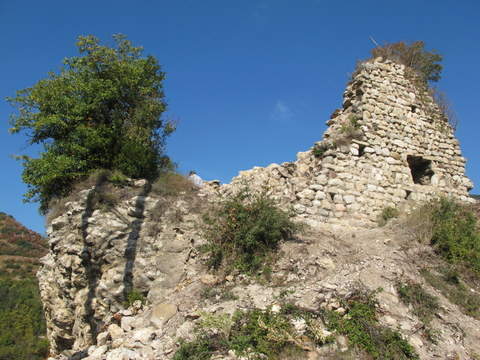
Edificio principal del castillo de Guardiola situado en la cima de la colina. (2012)

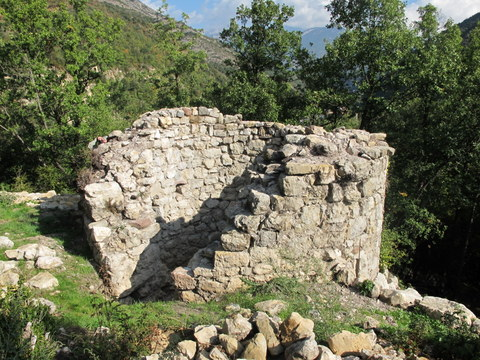
La torre circular en la muralla superior.

Quedan notables restos de muros, en un pequeño monte cerca la confluencia de los ríos Bastareny y Llobregat, sobre la población de Guardiola. Destacamos el muro de la torre de Guardiola del que solo queda una parte de la pared de levante hecha con sillares regulares de tamaño medio, colocados en hiladas y sin pulir. Aunque el conjunto del castillo presenta los cimientos de otras construcciones —dos torres circulares y dos niveles de murallas—, esta torre fue construida a finales del siglo XII o principios del XIII, que aprovechó parte de los sillares de una torre anterior, probablemente de finales del siglo X o principios del siguiente. Todo el conjunto se encuentra cubierto de vegetación, lo que dificulta el seguir el perímetro del castillo.

### Puente viejo de Guardiola
En la Alta Edad Media había una vía de comunicación a lo largo del río Llobregat que unía el bajo Bergadá con los valles de Lillet y de Bagà y con la Cerdaña. Esta vía la encontramos documentada en el año 1040 en el acta de consagración de la iglesia de San Clemente de Vallcebre. Sobre esta vía se construyeron varios puentes, como el de Guardiola. Casi debajo del castillo de Guardiola, sobre el río Llobregat, cerca de la confluencia con la riera de Saldes. Tiene dos arcadas de arco de medio punto, la central, de unos 9 metros y la secundaria de unos 5,5 metros. Se completa con dos pequeñas arcadas más destinadas a evitar las paredes macizas, peligrosas en caso de una fuerte riada. Mide 31 metros de longitud y 3,25 metros de anchura. El aparato constructivo es de sillares desbastados, poco trabajados. Las dovelas de los arcos son losas poco trabajadas, no muy gruesas. El puente se data de finales del siglo XI principios del XII. La parte superior, las barandillas, fue reconstruida en el siglo XIII.